# Fredrik Ekenman
Johan Fredrik Ekenman (i riksdagen kallad Ekenman i Näsbyholm), född 26 december 1806 i Sankt Olofs församling, Östergötlands län, död 16 februari 1883 i Fryele församling, Jönköpings län, var en svensk borgmästare, häradshövding och riksdagsman. Han var far till Thor och Victor Ekenman.
Ekenman var ägare till godset Näsbyholm i Jönköpings län. Han var borgmästare i Karlshamn 1846–1855 och häradshövding i Östbo och Västbo domsaga 1855–1883.
Han företrädde borgarståndet i Karlshamn och Skänninge vid ståndsriksdagen 1850–1851 samt i Karlshamn och Gränna vid ståndsriksdagen 1853–1854. Ekenman var senare ledamot av riksdagens första kammare 1867–1872 för Jönköpings län.